# Konservatismus
Konservatismus (selten Konservativismus; von lateinisch conservare „erhalten“, „bewahren“ oder auch „etwas in seinem Zusammenhang erhalten“) „ist ein Sammelbegriff für geistige und politische Bewegungen, welche die Bewahrung bestehender oder die Wiederherstellung früherer gesellschaftlicher Ordnungen zum Ziel haben“. Dem Konservatismus liegt „der Gedanke einer auf friedliche Evolution hin angelegte politische und geistige Kontinuität und einer Orientierung an bewährter, historisch gewachsener Tradition“ zugrunde.
Neben dem Liberalismus und dem Sozialismus stellt er eine der drei großen politischen Ideologien bzw. Weltanschauungen dar, die im 18. und 19. Jahrhundert in Europa begrifflich definiert wurden. Im Unterschied zu den beiden anderen stellt der politische Konservatismus allerdings mehr eine Haltung in einer spezifischen historischen Situation als eine geschlossene politische Philosophie dar. In seiner Entstehung als politische Weltanschauung wurde der Konservatismus als Gegenbewegung zur Epoche der Aufklärung und den Ideen der Französischen Revolution sowie des Liberalismus und des Radikalismus beschrieben.
Im Gegensatz dazu interpretiert Panajotis Kondylis in seiner Konservativismus-Studie den Konservatismus nicht mehr als bloße Gegenbewegung, sondern versteht sie als Reformulierung der Gedankenwelt der societas civilis.

## Zur Entstehungs- und Begriffsgeschichte
Als politische Strömung formierte sich konservatives Gedankengut erstmals beispielhaft in der Frühen Neuzeit, im politischen Kampf der Stände gegen den Machtanspruch des frühmodernen absolutistischen Staates. Er wurde zuerst getragen von den Kräften des Adels und den traditionellen regionalen Führungsschichten. Seine Ideen führte man dabei bereits früh zurück auf die Vorstellung der societas civilis (lat., etwa: „bürgerliche“ oder „Bürgergesellschaft“), die man u. a. aus der politischen Theorie des Aristoteles entnahm, und die das Idealbild einer naturgemäßen, „wohlgeordneten“ Gesellschaft beinhaltete, in der jeder die ihm zukommende Stellung und niemand – auch nicht der Monarch – mehr als diese erhalten sollte.
Im 18. Jahrhundert bekämpften frühe konservative Denker den Rationalismus der Aufklärung, der den Glauben an die vernunftbestimmte Autonomie des Menschen und an dessen Fähigkeit zur rein vernunftgemäßen Neuordnung aller Bereiche des Politischen propagierte, was man als widerrechtlichen und widernatürlichen Eingriff des Menschen in die natürliche und göttliche Weltordnung ansah. Auch setzte sich hierin der anti-absolutistische Grundzug des Konservatismus fort, da sich die Herrschaftspraxis des „aufgeklärten Absolutismus“ zunehmend rationalistisch rechtfertigte. In der kritischen Auseinandersetzung mit der Französischen Revolution und ihren Folgen entstanden schließlich die ersten großen politischen Programmschriften des Konservatismus (insbesondere bei Edmund Burke, Ernst Brandes, Friedrich Gentz, Adam Heinrich Müller und Karl Ludwig von Haller).
Der politische Begriff konservativ entstand erst um 1800 in England und Frankreich (conservative; conservateur) und wurde (nach der 1832 erfolgten Umbenennung der britischen Tory-Party in Conservative Party) seit den frühen 1830er Jahren auch in Deutschland übernommen. Der Konservatismus richtete sich seit der Revolution nicht mehr nur gegen den Absolutismus, sondern vor allem – und in erster Linie – gegen die verschiedenen Ausprägungen revolutionärer politischer Theorie und Praxis, zu welchen man neben dem Liberalismus und dem frühen Konstitutionalismus auch den Gedanken der radikalen Demokratie und (später) den des Sozialismus zählte.

## Ideen des Konservatismus

### Grundgedanken
Zum Konservatismus werden grundsätzlich folgende Grundpositionen gerechnet:
1. die Einsicht in die Unzulänglichkeit der menschlichen Vernunft
2. die konkrete Anschauung und aus der Geschichte gewonnene Erfahrung im Unterschied zu abstrakter Systematik
3. die Vielfalt des historisch Gewachsenen in der Gesellschaft im Unterschied zur uniformen Freiheit für alle
4. Tradition in der Gestalt der unbewussten Weisheit der Ahnen
5. Autorität mit Rücksicht auf die natürliche Ungleichheit der Menschen im Gegensatz zum egalitären Denken
6. die Einheit von bürgerlicher Freiheit und Privateigentum[7]

Der Konservatismus als geistig-politische Strömung in Europa ist in seinem Kern eine politische Ordnungslehre, die ihre Wurzeln in mittelalterlichen und christlichen Ideen hat. Der Konservatismus ging historisch davon aus, dass es eine der menschlichen Vernunft vorgegebene Ordnung natürlichen oder göttlichen Ursprungs gibt, deren Grundzüge sich vor allem in der Idee eines ewigen, transzendent verbürgten und unantastbaren Rechts ausdrücken (Naturrecht/göttliches Recht). Dem Prinzip der radikalen Neuerung („Avantgarde“) wurde der Gedanke einer politischen und geistigen Kontinuität und einer Orientierung an bewährter, historisch gewachsener Tradition gegenübergestellt.
Die Selbstbezeichnung „konservativ“ orientierte sich ursprünglich an den römischen Begriffen conservator rei publicae und conservator populi (dt.: Erhalter des Staates, Erhalter des Volkes), was als Abwendung einer gefährlichen, zerstörerischen Situation oder Tendenz verstanden wurde. Anhänger der konservativen Idee haben nicht unbedingt einen grundsätzlichen Gegensatz zum Fortschritt behauptet, wie etwa die Selbstbezeichnung der führenden konservativen Tageszeitung Wiens um 1880, „Vaterland“ (mit dem Chefredakteur Karl von Vogelsang), belegt, welche sich im Untertitel „konservativ-fortschrittlich“ nannte. Abgelehnt wurde die Mehrheit der von den revolutionären Kräften geforderten Veränderungen; Reformen sollten auch nicht gewaltsam, sondern kontinuierlich erfolgen. Den Konservativen ging es um die Erhaltung und den Ausbau des ihrer Überzeugung nach Erhaltenswerten (einschließlich der moralischen Werte) und zu diesem Zweck wurden häufig auch eigene Ideen zur Gesellschaftsgestaltung und Sozialreform propagiert.
Die emotionalen Aspekte des Konservatismus betonte der Brite Roger Scruton. Danach habe „wahrer Konservatismus“ nichts mit Ideologie oder Weltverbesserungskonzepten zu tun, sondern sei vielmehr eine Frage der Mentalität – und zwar der „Liebe zu vergehenden Dingen“, was im Übrigen der Quintessenz von Liebe entspreche: «Love is the relation between dying things.» Selbst wenn man damit welthistorisch zwangsläufig auf der Verliererseite stehe, tue man es doch mit humaner Würde. Für vergangene Epochen sind solche emotionalen Bindungen erfassbar durch die Mentalitätsgeschichte, doch auch die Weltliteratur liefert anschauliche Beispiele: So vertritt etwa der Held in Theodor Fontanes Roman Der Stechlin einen altpreußischen Konservatismus, freilich milde-resignierend, gegen die Neuerungen im Bismarck’schen Deutschen Kaiserreich, ähnlich wie eine Generation zuvor Marwitz die Stein-Hardenberg-Reformen bekämpft hatte. Solche von Konservativen selbst betriebenen Reformen sind nach Hans-Joachim Schoeps Ausdruck eines „aktionistischen“ Moments einer konservativen Einstellung, die nicht Bewahrung an sich zum Ziel habe, sondern der Wiederherstellung bzw. Erneuerung erhaltenswerter Zustände und Institutionen diene: „Konservative Gesinnung ist etwas Höheres und Tieferes als der kleinmütige Wunsch, das, was man hat, möglichst langsam zu verlieren.“ Als beispielhaft für diese Erscheinungsform kann Otto von Bismarck gesehen werden, dessen innen-, außen- und sozialpolitische Reformen nach der Deutschen Reichsgründung von einer konservativen Grundhaltung getragen wurden, aber zugleich einen neuen Wirtschaftsraum schufen, durch Sozialreformen der Sozialdemokratie einigen Wind aus den Segeln nahmen und gleichzeitig den machtpolitischen Aufstieg des zuvor zersplitterten Deutschlands bewirkten. Auf den Punkt gebracht werden solche Bestrebungen durch das berühmte Zitat aus Giuseppe Tomasi di Lampedusas Roman Der Leopard (1958). Als Fürst Fabrizio den Untergang des Königreichs beider Sizilien durch die Einigung Italiens unter bürgerlichen Vorzeichen bedauert, wird er von seinem Neffen Tancredi belehrt: „Wenn wir wollen, daß alles so bleibt, wie es ist, muss alles sich ändern.“

### Edmund Burke und seine Nachfolger

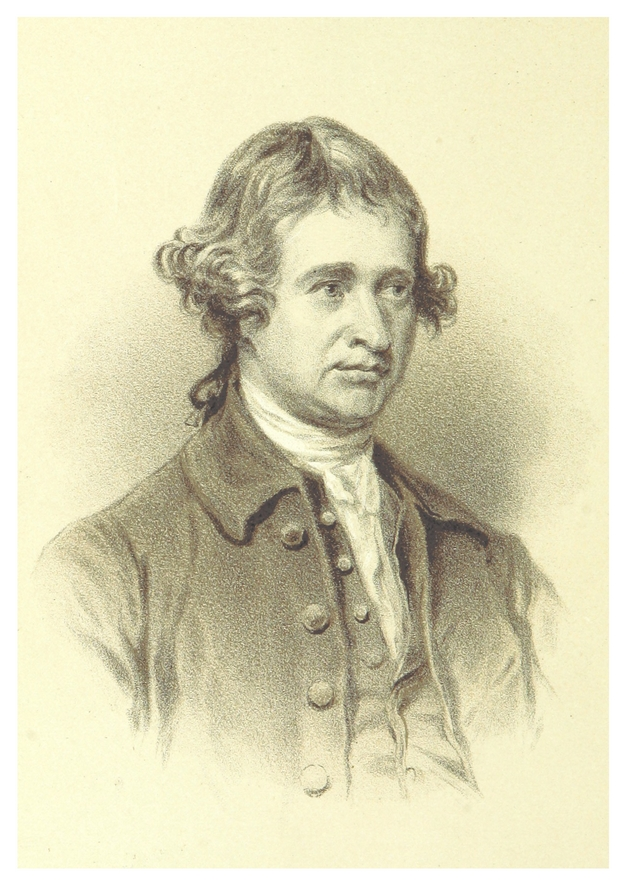
Edmund Burke (1729–1797)

Gegen die Forderung der Französischen Revolution nach Gleichheit (egalité) betont der Konservatismus vor allem die hierarchischen und freiheitlichen Elemente einer harmonischen, gottgegebenen Ordnung (Edmund Burke). Diese „natürliche“ Gesellschaftsordnung sieht Burke als organisches Ganzes. Gegenüber diesem Ganzen müssen individualistisch-egoistische Ansprüche zurücktreten. Die Gemeinschaft wird gegen eine atomisierte und rechtlose Gesellschaft in Stellung gebracht. Die Gemeinschaft ist geprägt von Tradition, Brauchtum, Gewohnheit und Bindung. An die Stelle der Vertragstheorie des modernen Naturrechts tritt die Vorstellung eines generationenübergreifenden Kontinuums. Gegenüber allen vergangenen Generationen ist die gegenwärtige Generation immer in der Position der Minderheit. Wie sollte also die gegenwärtige Generation die Reform wagen und damit alle vergangenen Generationen überstimmen?

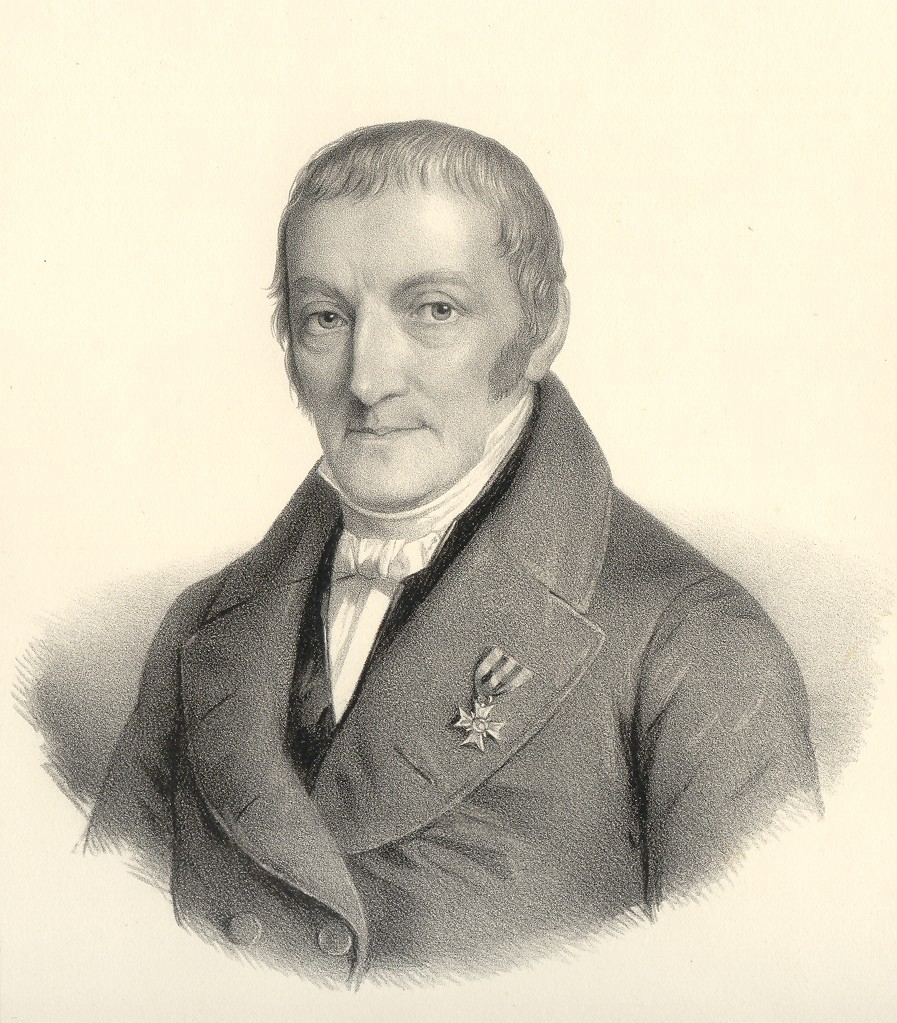
Karl Ludwig von Haller (1768–1854)

Eine weitere Wurzel des deutschen Konservatismus ist das politische Denken des deutschschweizerischen Staatsrechtlers und Restaurators Carl Ludwig von Haller (1768–1854). Dieser vertrat in seinem zu großer zeitgenössischer Bekanntheit gelangtem, mehrbändigen Hauptwerk, der Restauration der Staatswissenschaft (1816 ff.) eine bisweilen extreme Position starker, eigenständiger Fürstenmacht, die als direkter Gegenentwurf zum politischen Denken der Aufklärung und der Revolutionäre von 1789 angelegt ist. Ausgehend von der Behauptung, dass das revolutionäre Gedankengut schlichtweg auf Verdrehung und Verdunkelung der politischen und rechtlichen Wirklichkeit beruhe und die Fürsten in Wahrheit durch ihr ursprüngliches Eigentum am Staat auch das ungeteilte Recht auf die oberste Staatsgewalt besäßen, entwickelt er eine Theorie des Patrimonialstaates, in dem alle sozialen und politischen Beziehungen zwischen den Menschen rein privatrechtlicher und nicht öffentlich-rechtlicher Natur sind. Auch wenn sein Konzept, auch auf Grund seiner Radikalität, breit kritisiert und selbst innerhalb der späteren konservativen Theoriebildung kaum rezipiert worden ist, hatte die Lektüre der Restauration dennoch einen nachweisbaren Mobilisierungseffekt auf einige konservative Politiker der kommenden Jahrzehnte: So lässt sich eine mittelbare Wirkung seiner politischen Positionen im Altkonservatismus wiederfinden (so etwa bei Ernst Ludwig von Gerlach).

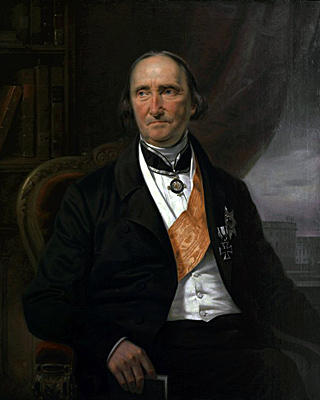
Friedrich Carl von Savigny (1779–1861)

Bei Friedrich Carl von Savigny, dem bedeutendsten Juristen der historischen Rechtsschule, wird der gegenwärtigen Zeit das Recht, Recht zu setzen, überhaupt abgesprochen. Die wesentlichen Mittler zwischen den Generationen sind natürlich die Tradition, die Sitte, aber vor allem auch das Erbe und das ererbte Eigentum. Freiheit und Eigentum werden somit immer zusammenhängend gedacht. Hinzu tritt, insbesondere bei Burke, eine große Skepsis gegenüber der Theorie. Der Theorie werden die Erfahrung, der gesunde Menschenverstand, die altbewährten Anschauungen gegenübergestellt. So zeichnet sich gerade Burke weder durch eine systematisch durchdachte noch eine konzise Darstellung aus. Seine Reflections hätte er wohl besser Emotions genannt, wie Hermann Klenner im Nachwort zur neuesten deutschen Burke-Ausgabe meint. Veränderung und Fortschritt sind nicht kategorisch ausgeschlossen, stehen aber unter dem Vorbehalt gesellschaftlicher Akzeptanz und Integration in das bestehende Wertesystem. Bei Burke sollen weniger die tradierten Macht- und Herrschaftsverhältnisse, als das grundsätzlich-ideelle Wertegeflecht gewahrt werden; so verteidigt er beispielsweise die Glorious Revolution als einen legitimen Schutz bestimmter Werte (insbesondere der Glaubensfreiheit) gegen die herrschenden, aus seiner Sicht rechtlosen Verhältnisse. Folgerichtig wird die Glorreiche Revolution bei ihm eben nicht als Revolution, sondern Restauration bestimmt.
Macht, Herrschaft und Staat sind für den späteren kontinental-europäischen Konservatismus meist zentrale Kategorien. Der Staat ist in der Regel positiv konnotiert und oftmals autoritär begründet, etwa wenn er als Abwehrmechanismus gegen die moralische Verderbtheit des von Natur aus böse gedachten Menschen (vgl. Erbsünde; Thomas Hobbes) und seinen privatistischen Egoismen gedacht wird. Auf den Staat ist das konservative Ordnungsdenken hin ausgerichtet. Der organizistisch vorgestellte Staat ist der natürliche Ort, an dem politische Macht, inappelable (durch Einspruch nicht rückgängig zu machende) Entscheidung und soziale Verantwortung zusammenlaufen (vgl. auch: Gewaltmonopol). Daneben aber gibt und gab es von Anfang an Positionen innerhalb des Konservatismus, die dem Staat und seinen ausgreifenden Herrschaftsansprüchen kritisch gegenüberstehen (etwa im christlich geprägten Altkonservatismus des 19. Jahrhunderts), die an die anti-absolutistische Grundrichtung des konservativen Denkens anknüpfen.

### Abgrenzung zur politischen Reaktion
Reaktion und Konservatismus haben in ideengeschichtlicher Hinsicht zum Teil gemeinsame Wurzeln. Edmund Burke, der vom Abbé Augustin Barruel über die Französische Revolution unterrichtet wurde, erfuhr bereits zu Lebzeiten eine breite Rezeption unter den hervorragenden Denkern der Reaktion wie Louis-Gabriel-Ambroise de Bonald und Joseph de Maistre. Weitere Vertreter reaktionärer Ideen im Sinne einer Gegenaufklärung waren Donoso Cortes und im 20. Jahrhundert Nicolás Gómez Dávila. Politisch wirksam wurde reaktionäres Denken im 19. Jahrhundert etwa durch die Bewegung des Ultramontanismus.
Einerseits wird der Konservatismus von der Reaktion abgegrenzt, indem auf den Gestaltungsanspruch des Konservatismus verwiesen wird. Burke stellte in seinen Betrachtungen über die Französische Revolution unter anderem klar, dass „einem Staat, dem die Fähigkeit zur Veränderung fehlt, auch die Fähigkeit zur eigenen Erhaltung [conservation] fehlt.“ Aus ihrem Selbstverständnis als staatstragende Kräfte heraus betrachten Konservative eine reaktionäre Haltung als nicht nur grundsätzlich, sondern auch praktisch-politisch problematisch: Eine rein reaktionäre Partei, die ohne positive Gestaltungsvorstellung rein auf Widerstand gegen Veränderungen hin ausgerichtet sei, könne auf Dauer nur eine zahlenmäßig kleine, politisch impotente Restgröße sein und daher erst recht nichts bewirken. So erklärte der konservative britische Premierminister Lord Salisbury

„Das Ziel unserer Partei ist es nicht, und kann es nicht sein, die Dinge einfach so zu bewahren, wie sie sind. Erstens ist dieses Unterfangen unmöglich. Zweitens gibt es im derzeitigen Denken und Handeln vieles, dessen Bewahrung höchst unerwünscht ist. Was wir wollen ist die Gestaltung der öffentlichen Angelegenheiten […] im Geiste unserer Verfassung, die die Nation zusammenhält und ihre Kräfte zusammenfasst für wichtige nationale Anliegen, anstatt sie in feindselige und misstrauische Einzelteile zu spalten.“

Der Historiker Klaus Werner Epstein unterschied den Status-quo Konservatismus und Reformkonservatismus von der Reaktion. Ersterer mag die zeitlichen Veränderungen verzögern, der Reformkonservative jedoch ihren Wandel institutionell begleiten, während der Reaktionär ein goldenes Zeitalter wiedererwecken will. Demnach vertritt der Reaktionär eine statische, der Konservative ein evolutionäre Zeitvorstellung. Die zweite Differenz liegt im utopischen Entwurf der Reaktion. Der amerikanische Politologe Mark Lilla betrachtet die positive Grundeinstellung zum Bestehenden und das Bemühen um dessen schrittweise Weiterentwicklung als zentrale Kennzeichen konservativer Politik. Demgegenüber sei die politische Reaktion von einer grundlegenden und militanten Ablehnung der bestehenden Ordnung geprägt:

„Konservative haben die Gesellschaft immer als eine Art Erbe angesehen, das uns anvertraut ist und für das wir Verantwortung tragen. Die zuträglichste Art der Veränderung, so glaubt der Konservative, wird durch Verhandeln und durch eine allmähliche Transformation von Brauch und Tradition erreicht, nicht durch das Ausrufen grundstürzender Reformen oder die Erfindung vermeintlich unveräußerlicher Individualrechte. […] Reaktionäre haben mit dieser konservativen Weltsicht nichts am Hut. Sie sind auf ihre Art genauso radikal wie die Revolutionäre, und nicht minder destruktiv. Reaktionäre Narrative beginnen stets mit einem glücklichen, wohlgeordneten Staatswesen, wo die Menschen aus freien Stücken ein gemeinsames Schicksal teilen. Dann wird diese Harmonie durch Intellektuelle und Außenseiter […] unterminiert. Nur diejenigen, welche die Erinnerungen an die alte Zeit bewahrt haben – die Reaktionäre –, sehen, was passiert ist. Allein von ihrem Widerstand hängt es ab, ob die Gesellschaft die Umkehr schafft oder ob sie ins Verderben stürzt.“

### Angelsächsischer Konservatismus
Historisch lassen sich bezüglich der kontinental-europäischen und anglo-amerikanischen Ausrichtung des Konservatismus zwei Hauptströmungen bestimmen, die sich an der jeweiligen Bewertung von Staat und Individuum unterscheiden lassen:
- Im kontinental-europäischen Konservatismus nahm der Bezug auf den Staat eine relativ starke Funktion ein, an der sich konservatives Ordnungsdenken ausrichtete. Der Staat galt als der „natürliche“ Ort politischer Macht und Entscheidung und hatte auch soziale Verantwortung zu übernehmen.
- Im anglo-amerikanischen Konservatismus spielt dagegen das Individuum eine zentrale, positiv bewertete Rolle, das durch nationale Identität und nationale Symbole durch den Ausdruck gemeinsamer Werte und Ziele bestärkt werden soll. Dagegen wird der Staat negativ als die Verkörperung anonymer Macht und Unfreiheit bewertet. Sicherheit sei hier das Resultat individueller Stärke und Durchsetzungsvermögens; individuelle Verantwortung und privatwirtschaftliche Prinzipien werden positiv mit dem Konservatismus verbunden.

Für den anglo-amerikanischen Konservatismus erhält – diametral zur kontinentaleuropäischen Ausprägung – das Individuum eine positive Funktion. Es rückt in das Zentrum der politischen Ideenlehre und bekommt die ordnungsstiftende Funktion zugesprochen, die im europäischen Konservatismus der Staat erhält. Durch nationale Identität und politische Symbole wird das Individuum auf gemeinsame Wertvorstellungen verpflichtet und in seiner ordnungsstiftenden Aufgabe bestärkt. Der Staat erscheint dagegen als Verkörperung anonymer Kräfte und Quelle der Unfreiheit. Sicherheit erscheint als Resultat individueller Stärke und Durchsetzungskraft. Diese individualistische Ausprägung konservativen Denkens geht mit einer starken Betonung privater Wirtschaftsformen und persönlicher Wohlstandssteigerung einher.

### Neuere Theorien
Seit den 1970er Jahren wird nach der Unterscheidung von Erhard Eppler differenziert zwischen Strukturkonservatismus und Wertkonservatismus:
- Strukturkonservatismus bezeichnet eine Weltanschauung, die eine politische oder organisatorische Ordnung gegen Kritik verteidigen und die in ihr begründete Verteilung von Macht und Ressourcen vor Veränderung schützen oder auch eine in der Vergangenheit entwickelte idealistische Ordnungsidee bewahren will.
- Der Wertkonservatismus betont bestimmte inhaltliche Positionen wie zum Beispiel die Bedeutung der Menschenwürde, der Treue und gegenseitigen Sorge in der Familie oder anderer Tugenden. Um diese Werte zu bewahren, sind Wertkonservative bereit, Strukturen zu verändern, etwa indem durch eine Steuerrechtsreform die Familie gefördert wird.

Ideengeschichtlich (s. o. Grundgedanken) versteht man unter Konservatismus eher die Position des Wertkonservatismus, im politischen Diskurs eher die Position des Strukturkonservatismus.
Erhebliche Bedeutung haben auch der Sozialkonservatismus und der gesellschaftspolitische Konservatismus.

## Konservatismus als politische Bewegung
Vor den Revolutionen des Jahres 1848/1849 war der Konservatismus in Europa mehr eine lose Sammlungsbewegung einzelner Personen und unterschiedlicher politischer Kräfte denn eine einheitliche Bewegung. Konservative Parteien im modernen Sinne existierten in der Regel noch nicht; die britischen Tories bilden hier eine Ausnahme. Frühkonservatives Gedankengut wurde vor der Französischen Revolution und in den Jahrzehnten danach vor allem von einzelnen politischen Denkern (wie z. B. Justus Möser) verbreitet. Konservative (d. h. anti-revolutionäre) Politik machten Einzelpersonen, allen voran Fürst von Metternich – diese Politiker hatten sich in der Restaurationszeit aber noch nicht auf geschlossene politische Gruppen stützen können.

### Konservatismus in Deutschland
In Preußen, dem bedeutendsten Staat Norddeutschlands im 19. Jahrhundert, entwickelte sich eine konservative Partei erstmals im Zuge der Deutschen Revolution von 1848/1849 aus der relativ losen Zusammenarbeit konservativer Vereine, Gruppierungen und Abgeordneter, wie unter anderem der „Verein zur Wahrung der Interessen des Grundbesitzes“. Anfangs dominierten in diesen Kreisen altkonservative Positionen, die sich aber nach der Märzrevolution allmählich verlieren.
Seit 1848 waren in den Parlamenten der deutschen Einzelstaaten (vor allem in Preußen), später auch im Deutschen Reichstag mehrere konservative Parteien vertreten; bis 1918 gab es dort drei konservative Parteien: die ostelbisch-agrarisch orientierte Deutschkonservative Partei, die vom Hochadel und Industriekreisen getragene Freikonservative Partei (Deutsche Reichspartei), sowie ab 1871 die Deutsche Zentrumspartei.

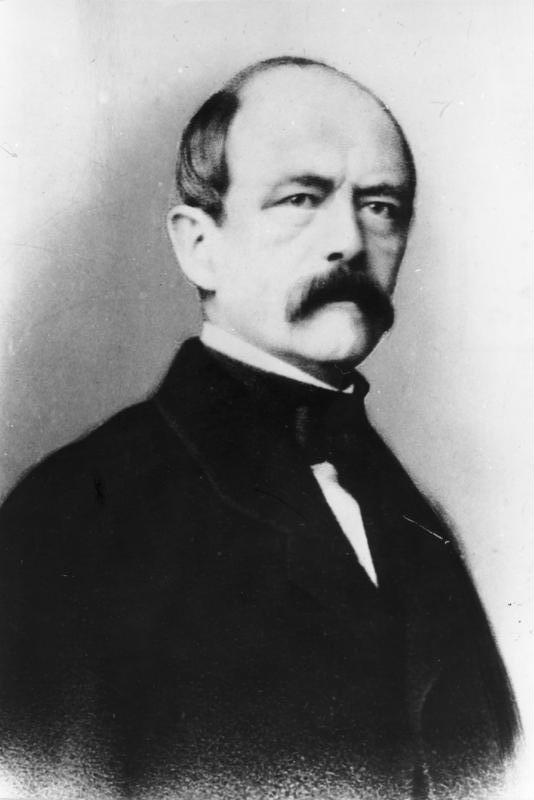
Otto von Bismarck

Die spezifisch deutsche Ausprägung des Konservatismus ist untrennbar mit Bismarck verbunden. In seiner Regierungszeit versuchte er die so genannte „Soziale Frage“, also den Konflikt zwischen Arbeiterbewegung und Wirtschaftsliberalismus, zu lösen, indem er zum einen die Sozialdemokratie verbot (Sozialistengesetze) und zum anderen ein eigenes staatliches Sicherungssystem (Sozialgesetzgebung) etablierte. Zudem setzte er in dem Kulturkampf staatliche Interessen gegen traditionell weltliche Machtansprüche der katholischen Kirche durch, auch auf Kosten gleicher Ansprüche der mit den Konservativen eng verbundenen evangelischen Kirche, die zum Beispiel ebenso ihren Einfluss auf die Schulaufsicht in den Volksschulen verlor. Beide Initiativen führten nur zu Teilerfolgen und stärkten am Ende sowohl die monarchiefeindliche SPD als auch die katholische Zentrumspartei. Sie erweiterten aber die staatliche Macht und setzten mit der Sozialgesetzgebung eine neue Entwicklung in Gang.
Die Stabilisierung und Festigung der konservativen Staatsidee durch Bismarck führten zu einer vergleichsweise späten Einführung demokratischer Prinzipien und Institutionen in Deutschland. Erst 1918 wurde die parlamentarische Regierungsform eingeführt. Das politische Agieren von Parteien war im Kaiserreich nicht voll akzeptiert.

#### Weimarer Republik, Nationalsozialismus und junge Bundesrepublik
Mit dem Niedergang der Monarchie in Deutschland bekam der Konservatismus eine Wendung. An die Stelle der Tradition trat die Idee einer schöpferischen Neuordnung. Nach dem Ersten Weltkrieg (1914–1918) sammelte sich der deutsche Konservatismus in verschiedenen Parteien und in geistig-intellektuellen Strömungen.
Der konservative Medienunternehmer Alfred Hugenberg förderte als Vorsitzender der Deutschnationalen Volkspartei (DNVP) ab 1929 den Aufstieg Hitlers. Konservative Politiker wie Franz Seldte traten zur NSDAP über. Der Berater Franz von Papens, Edgar Julius Jung, plante einen konservativ-revolutionären Staat auf christlich-autoritärer Grundlage zu bilden. Diese frühe konservative Opposition wurde 1934 von den Nationalsozialisten ausgeschaltet. So mancher Konservative versuchte, sich mit dem Nationalsozialismus zu arrangieren, einige gingen ins Exil. Andere waren im aktiven Widerstand (vor allem in der Widerstandsgruppe vom 20. Juli 1944).
Nach 1945 hatte der Konservatismus klassischer Prägung zunächst keine Zukunft mehr. Nach der Erfahrung der totalitären Diktatur bekannte er sich überwiegend zum Prinzip des demokratischen Rechtsstaats. Die kleine konservative Deutsche Partei (DP) zählte 1949–1960 zu den Regierungsparteien der Adenauer-Ära. Vor allem wurde der konfessionelle Gegensatz zwischen Protestanten und Katholiken, die in der CDU zusammenkamen, allmählich überwunden.
Die CDU ist seitdem die wichtigste Partei konservativer, interkonfessioneller und demokratischer Prägung in der Bundesrepublik Deutschland. Es gelang ihr, weite Teile des Konservatismus zu integrieren und in den demokratischen Meinungsbildungsprozess einzubinden. Mitglieder der Deutschnationalen Volkspartei (DNVP), der rechtsliberalen Deutschen Volkspartei (DVP) und der liberalen DDP traten ihr bei und ermöglichten die Schaffung einer Volkspartei.
In der jungen Bundesrepublik wurde das Konzept eines Technokratischen Konservatismus starkgemacht. Vertreter des Technokratischen Konservatismus wie Hans Freyer und Helmut Schelsky kritisierten die Überhandnahme von Sachzwängen, betrachteten die Herrschaft verselbständigter Sachprozesse aber als weniger schädlich als die Herrschaft von Ideologen.

#### Konservatismus in Deutschland heute
In Deutschland sind konservative Strömungen in den Volksparteien CDU und CSU, der AfD und Kleinstparteien wie im Bündnis C, bei den aus der AfD hervorgegangenen LKR, der Bayernpartei sowie den Freien Wählern vertreten. Der politische Konservatismus in Deutschland hat sich in den letzten Jahren gewandelt, sodass er kaum mehr eindeutig von anderen politischen Strömungen und Ideenwelten abgegrenzt werden kann.

### Konservatismus in Österreich
Vom Vormärz bis zum Untergang der Monarchie im Jahr 1918 war der österreichische Konservatismus vom „Bündnis von Thron und Altar“, dem Bekenntnis zum Haus Habsburg und zur katholischen Kirche, geprägt. Vertreter einer konservativen, auf die josephinische Verwaltung gestützten Staatsvorstellung waren etwa Klemens Wenzel von Metternich, Friedrich von Gentz sowie später Eduard Graf Taaffe und Karl Sigmund von Hohenwart. Nach dem Ersten Weltkrieg entwickelte sich eine legitimistische Bewegung, die zum Teil in der konservativ-nationalen paramilitärischen Heimwehr politisch organisiert war. In der Zweiten Republik wurde das katholisch-altkonservative Element noch durch Organisationen wie der Paneuropa-Union unter der Präsidentschaft von Otto von Habsburg sowie einzelne Intellektuelle (z. B. Erik von Kuehnelt-Leddihn) vertreten.
Aus der Erfahrung der übernationalen Ordnung der Monarchie heraus wurden seit den 1920er-Jahren konservative Konzepte der europäischen Einigung entwickelt, maßgeblich von Richard Nikolaus Coudenhove-Kalergi und Karl Anton Rohan. Diese Konzepte dienten, ebenso wie die Bemühungen um einen neuen österreichischen Patriotismus (vgl.  Österreichische Aktion), der Abwehr großdeutscher Bestrebungen.
Als politische Massenpartei war in der Spätphase der Monarchie und während der Ersten Republik die Christlichsoziale Partei (CSP) bestimmende Kraft der österreichischen Politik. In Abgrenzung zu den traditionellen konservativen Eliten war die CSP bäuerlich bzw. kleinbürgerlich geprägt und bekannte sich unter Führung von Ignaz Seipel zur Republik und – mit gewissen Abstrichen – zur Demokratie. Aus der Erfahrung der Weltwirtschaftskrise heraus entwickelten sich unter Einfluss der Enzyklika Quadragesimo anno ständestaatliche Ideen, so etwa durch Othmar Spann und Odo Neustädter-Stürmer. In der 1933 bis 1938 autoritär regierenden Einheitspartei Vaterländische Front verschmolzen die verschiedenen Traditionsstränge des christlichsozialen, altkonservativ-monarchistischen und konservativ-nationalen Lagers kurzzeitig. Im österreichischen Widerstand gegen den Nationalsozialismus spielten konservative, katholische bzw. legitimistische Kreise eine wesentliche Rolle.
Die 1945 gegründete Österreichische Volkspartei (ÖVP) versteht sich als breite Sammlungspartei des bürgerlichen Lagers und vertritt auch konservative Ideen. Bekannte Konservative innerhalb der Volkspartei waren bzw. sind u. a. Karl Gruber, Heinrich Drimmel, Josef Klaus, Wolfgang Schüssel und Sebastian Kurz. Intellektuelle Impulse für konservative Politik formulierten etwa Josef Riegler (ökosoziale Marktwirtschaft) und Andreas Khol (Bürgergesellschaft).

### Konservatismus in der Schweiz
Der Konservatismus in der Schweiz verstand sich zu Beginn als Gegenbewegung zu Liberalismus und Radikalismus und nahm in den Einigungs-, Verfassungs- und Kirchenkonflikten der 1830er und 40er Jahre ideologische und organisatorische Gestalt an. In dieser Zeit der demokratischen Verfassungskämpfe in den Kantonen fand der Begriff konservativ auch als Bezeichnung für parteiähnliche Vereinigungen Eingang in die politische Umgangssprache der Schweiz. Die Katholisch-Konservativen, auch «ländliche Demokraten» genannt, hatten, obwohl sie zu den politischen Verlierern (Sonderbundskrieg) gehörten, zusammen mit den Frühsozialisten wesentlichen Anteil, dass die Schweiz ein föderalistisch und direktdemokratisches Staatswesen geworden ist. Sie hatten sich mit ihrer Auffassung von Volkssouveränität den liberalen, antiklerikalen und teilweise zentralistischen Elementen entgegengesetzt und einen eidgenössischen Kompromiss erreicht.
Es ist zudem grundsätzlich zu unterscheiden zwischen utopisch-restaurativem und realistisch-evolutionärem Konservatismus. Der Erstere orientierte sich an der Utopie der vorrevolutionären Ständeordnung. Die letzteren, eher gemäßigteren Konservativen hingegen nahmen liberale Grundsätze auf und forderten soziale, wirtschaftliche und bildungspolitische Reformen.
In der Bundesversammlung gab sich die katholische Rechte 1882 offiziell den Namen Katholisch-Konservative Partei der Schweiz (KK) und das Prädikat konservativ verschwand erst im Jahr 1971 mit der Umbenennung in Christlichdemokratische Volkspartei (CVP).

### Konservatismus in Großbritannien
Die dominante Strömung des britischen Konservatismus und der Conservative Party ist seit Ende der 1970er-Jahre der Thatcherismus, worunter eine wirtschaftsliberale, individualistische und EU-skeptische Programmatik verstanden wird. Neben der namensgebenden Margaret Thatcher sind vor allem Keith Joseph und Enoch Powell als Vordenker zu nennen.
Eine substantielle Minderheit der konservativen Partei und Öffentlichkeit vertritt die Gegenposition des One-Nation-Konservatismus. Dieser ist eine stärker konsensorientierte, keynesianisch und sozialstaatlich ausgerichtete Variante des Konservatismus, die für nationale und gesamtgesellschaftliche Solidarität eintritt und als eher pro-europäisch gilt. Bekannte Vertreter waren bzw. sind Ian Gilmour und Kenneth Clarke. Diesem „klassischen Konservatismus“ neigte auch Roger Scruton zu, ein eher philosophisch als politisch denkender Konservativer, der freilich in den 1970er und 1980er Jahren tatkräftig osteuropäische Dissidenten unterstützte.

### Konservatismus in den USA
Im Gegensatz zu Europa kennt der aus den dreizehn Kolonien hervorgegangene Staat nicht die historische Entwicklung von einem Feudalwesen in den Absolutismus und später Konstitutionellen Monarchie oder Republik. Eine adelige Trägerschicht, welche die Restitution des alten Regimes anstrebte, war nicht vorhanden. Der moderne Konservatismus hat seine Wurzeln im marktwirtschaftlich motivierten Widerstand gegen die Sozialreformen Anfang des 20. Jahrhunderts, besonders den New Deal. Die Bürgerrechtsbewegung und ihr Erfolg im Civil Rights Act führte zu einer Identifikation des einst demokratischen Südens mit der Republikanischen Partei, womit sie sich zu einer libertär-konservativen Partei entwickelte.
Die gesellschaftliche Liberalisierung in der zweiten Jahrhunderthälfte transformierte die christlichen Konfessionen. Während es den Evangelikalen im 19. Jahrhundert um das Seelenheil ging, zog die rechtliche Absicherung der gesellschaftlichen Liberalisierung wie deren Durchsetzung den Widerstand christlicher Gruppen nach sich. Allerdings gibt es auch Anhänger anderer Religionen, wie z. B. orthodoxe Juden, die sich mit der konservativen Bewegung identifizieren. So sind die meisten Abtreibungsgegner und bezeichnen sich selber als Pro-Life-Aktivisten. Das Recht, Waffen zu tragen, welches in der Verfassung festgeschrieben ist, wird unterstützt und eine liberale Wirtschaft propagiert. Eine weitere in den USA weit verbreitete Strömung ist der Neokonservatismus, welcher militärische Interventionen im Ausland befürwortet.
Der bedeutendste konservative Verlag in den USA ist Regnery Publishing (gegründet 1947).

### Konservatismus in der Türkei
Anfang des 18. Jahrhunderts wurde die technologische, militärische und ökonomische Unterlegenheit des Osmanischen Reiches gegenüber dem Zarenreich und der Habsburgermonarchie evident und zu Beginn wie Mitte des 19. Jahrhunderts musste das Reich zahlreiche Gebietsverluste aufgrund erfolgreicher, zumeist von Russland und England wie Frankreich unterstützter Unabhängigkeitsbewegungen erdulden. Der Verlust ökonomischer Selbstständigkeit gegenüber englischen wie französischen Geldgebern schwächte das Reich zusätzlich. Die Sultane reagierten daraufhin mit einer ausgewählten Verwestlichung wie den Import westeuropäischer Technik und Bildung (Militärberater, Brückenbauer etc.), jedoch waren diese im Gegensatz zu den Reformen der Zaren Peter I. und Nikolaus I. in Russland nicht tiefgreifend. Traditionalismus und ein bewahrender Konservatismus mit partiellen Modernisierungsanstrengungen wie sie im Tanzimat zum Ausdruck kamen prägten das Osmanische Reich noch bis Anfang des 20. Jahrhunderts, während bereits Mitte des 18. Jahrhunderts an seiner südlichen Außengrenze der reaktionäre Konservatismus der Wahhabiten entstand. 1865 sammelte sich mit den Jungosmanen, ähnlich wie die russischen Dekabristen und das Junge Italien, erstmals eine ernstzunehmende radikale (liberale) Kraft, welche die Einführung einer konstitutionellen Monarchie forderte. Nach Yavuz Sabuncu waren sie an einer Vereinbarkeit von Islam und Konstitutionalismus interessiert, fürchteten jedoch durch die Reformen die Unabhängigkeitsbestrebungen der nichtmuslimischen Bevölkerung weiter zu forcierten. 1878 setzte Sultan Abdülhamid die Verfassung aus und verfolgte die Jungosmanen, darunter die Vordenker Ziya Pascha und Namık Kemal.
Der Altkonservatismus geriet schließlich mit den Kriegsniederlagen im Balkankrieg in Bedrängnis und die Jungtürken setzten 1913 eine Militärdiktatur durch. In den nächsten Jahren führten sie den Nationalstaatswerdungsprozess mit einer Homogenisierung des Staatsvolkes durch. Die sultantreuen Kräfte unter Mehmed VI. versagten schließlich aus dem Interesse des persönlichen Machterhalts gegenüber den elementaren Staatsinteressen, denn während sie die Friedensbestimmungen der Siegermächte notgedrungen annahmen, erkämpften die Truppen unter der Führung des Militärs Mustafa Kemal im Türkischen Befreiungskrieg 1921/22 die Einheit des Landes. Ungeachtet der Tatsache, dass eine Nichtannahme des Friedensdiktat zu einer Besatzung und somit zu einer Unmöglichkeit von Mustafa Kemals Erfolg geführt hätte, waren die monarchistisch-konservativen Kräfte politisch nicht mehr handlungsfähig, gerade weil der Nationalismus bereits ein Reservoir an Aktivisten und Sympathisanten erreicht hatte, die die Zahl der Sultantreuen übertraf.
1924 wurde das Kalifat abgeschafft. In den folgenden Jahrzehnten begann Atatürk den Umbau des Staates und der Gesellschaft nach Vorbild der liberalen Industriestaaten des Westens. Die Reformen führten 1925 und 1930 zu Aufständen, die teilweise islamistisch motiviert waren. Im Islamismus artikulierten sich weniger die Interessen der alten monarchistischen Eliten, als jener Bevölkerungsschichten, welche entweder fromm waren und die religionsfeindliche Politik Atatürks nicht mittragen wollten, oder im Gegensatz zu der Stadtbevölkerung, die wegen der Besitznahme (Vertreibung der Griechen, Genozid an die Armenier) und Zugang zu höheren Bildungsmöglichkeiten privilegiert war, nicht am neuen Staat partizipieren konnten und daher ökonomisch wie sozial marginalisiert wurden. Der Kemalismus, eine autoritäre Modernisierungsideologie und erfolgreiches Gegenmodell zum demokratischen Liberalismus wie die Totalitarismen Nationalsozialismus und Stalinismus, sollte für die nächsten Jahrzehnte die Politik des Landes maßgeblich bestimmen. Die wichtigste konservative Partei, die Demokratische Partei, strebte ein Ausgleich zwischen den kemalistischen und traditionell, zumeist religiös geprägten Kräften wie die Förderung der Privatwirtschaft. Nach den Putsch vom 27. Mai 1960, folgte die Hinrichtung des Ministerpräsidenten und Finanz-, wie Außenministers. 1975 schlossen sich mehrere Parteien, darunter die islamistische Millî Selamet Partisi und die rechtsextreme Milliyetçi Hareket Partisi zu einer konservativen Front gegen die kemalistische Cumhuriyet Halk Partisi. 1980 folgte seitens der Militärs ein allgemeines Parteienverbot. Aus der islamistischen Partei ging die Refah Partisi, später Fazilet Partisi und schließlich nach einer Parteispaltung die AKP, die Partei des amtierenden Präsidenten Recep Tayyip Erdoğan hervor. Die Bewegungen Millî Görüş wie die auf Said Nursî zurückgehende Nurculuk und die Gülen-Bewegung seines Schülers Fethullah Gülen sind weitere konservative Kräfte.

## Vordenker und wichtige Akteure des Konservatismus

### 18./19. Jahrhundert
- Edmund Burke, irisch-britischer Philosoph, Begründer des „klassischen“ konservativen Denkens
- Louis-Gabriel-Ambroise de Bonald, französischer Monarchist, politischer Philosoph und Begründer des Traditionalismus
- François-René de Chateaubriand, Monarchist und Apologet des Christentums
- Juan Donoso Cortés, spanischer Monarchist, politischer Philosoph und Begründer des Dezisionismus
- Friedrich von Gentz, politischer Philosoph und Vertreter des Etatismus
- Ernst Ludwig von Gerlach
- Nikolai Michailowitsch Karamsin
- Gustave Le Bon, Monarchist und Begründer der Massenpsychologie
- Pierre Guilleaume Fréderic Le Play
- Konstantin Nikolajewitsch Leontjew
- Karl Ludwig von Haller, Begründer des christlichen Ständestaates auf den der Begriff der „Restauration“ zurückgeht.
- Joseph de Maistre, Monarchist, politischer Philosoph und Vordenker des Ultramontanismus
- Marcelino Menéndez y Pelayo
- Justus Möser
- Adam Müller von Nitterdorf, Begründer der Lehre vom Gegensatz wie des romantischen Ständestaates.
- Leopold von Ranke
- Friedrich Julius Stahl, Begründer des christlichen Ständestaates, der den Begriff Rechtsstaat bestimmte.
- Lorenz von Stein, Begründer des Sozialkonservatismus.
- Hippolyte Taine
- Louis Veuillot
- Konstantin Petrowitsch Pobedonoszew
- Heinrich Leo
- Juan Vázquez de Mella
- Jaime Balmes
- Antoine de Rivarol, Monarchist
- Fjodor Michailowitsch Dostojewski, Schriftsteller, Vertreter des christlichen Existenzialismus und Kritiker immanenter Erlösungsvorstellungen

### Hauptschriften des Konservatismus
- Edmund Burke: Reflections on the Revolution in France. And on the Proceedings in Certain Societies in London Relative to that Event. J. Dodsley, London 1790.
- Adam Müller von Nitterdorf: Die Elemente der Staatskunst. Sander, Berlin 1809.

### Neue programmatische Schriften
- Udo Di Fabio: Die Kultur der Freiheit. C. H. Beck, München 2005, ISBN 3-406-53745-6.
- Alexander Gauland: Was ist Konservativismus. Streitschrift gegen die falschen deutschen Traditionen. Westliche Werte aus konservativer Sicht. Eichborn Verlag, Frankfurt am Main 1991, ISBN 3-8218-0454-8.
- Alexander Gauland: Anleitung zum Konservativsein. DVA, Stuttgart u. a. 2002, ISBN 3-421-05649-8.
- Winfried Kretschmann: Worauf wir uns verlassen wollen. Für eine neue Idee des Konservativen. S. Fischer, Frankfurt 2018, ISBN 978-3-10-397438-6.
- Günter Rohrmoser: Geistige Wende. Christliches Denken als Fundament des Modernen Konservativismus. Olzog, München 2000, ISBN 3-7892-8025-9.
- Günter Rohrmoser: Konservatives Denken im Kontext der Moderne. Gesellschaft für Kulturwissenschaft. Bietigheim/Baden 2006, ISBN 3-930218-36-4.
- Andreas Rödder: Konservativ 21.0. Eine Agenda für Deutschland. C. H. Beck, München 2010.
- Roger Scruton: Von der Idee, konservativ zu sein: Eine Anleitung für Gegenwart und Zukunft. FinanzBuch Verlag, München 2019.
- Wolfram Weimer: Das konservative Manifest. Zehn Gebote der neuen Bürgerlichkeit. Plassen Verlag, 2018.
- Hans Zehetmair (Hrsg.): Zukunft braucht Konservative. Verlag Herder, Freiburg im Breisgau u. a. 2009, ISBN 978-3-451-30295-4.

### Lexikonartikel
- Torsten Oppelland: Konservatismus. In: Gerlinde Sommer, Raban Gra von Westphalen (Hrsg.): Staatsbürgerlexikon. Staat, Politik, Recht und Verwaltung in Deutschland und der europäischen Union. Oldenbourg Verlag, München/Wien 2000, S. 494–497.
- Henning Ottmann: Konservatismus. In: Staatslexikon. Hrsg. von der Görres-Gesellschaft. Bd. 3, Freiburg 1987, S. 636–640.
- Theo Schiller: Konservatismus. In: Dieter Nohlen, Rainer-Olaf Schultze (Hrsg.): Lexikon der Politikwissenschaft. Theorien, Methoden, Begriffe. C. H. Beck, München 2002, S. 433–438.
- Rudolf Vierhaus: Konservativ, Konservatismus. In: Otto Brunner u. a. (Hrsg.): Geschichtliche Grundbegriffe. Historisches Lexikon zur politisch-sozialen Sprache in Deutschland. Band 3, Klett-Cotta, Stuttgart 1982, ISBN 3-608-91500-1.

### Monographien und Aufsätze
- Johann Christoph Allmayer-Beck: Der Konservatismus in Österreich (= Konservative Schriftreihe. Bd. 4). Isar Verlag, München 1959.
- Thomas Biebricher: Geistig-moralische Wende. Die Erschöpfung des deutschen Konservatismus.Matthes & Seitz, Berlin 2014, ISBN 978-3-95757-608-8.
- Thomas Biebricher: Mitte/Rechts. Die internationale Krise des Konservatismus. Suhrkamp, Berlin 2023, ISBN 978-3-518-43099-6.
- Klaus von Beyme: Konservatismus: Theorien des Konservatismus und Rechtsextremismus im Zeitalter der Ideologien 1789–1945. Springer, Wiesbaden 2013.
- Katharina Bluhm: New Conservatives in Russia and East Central Europe. Routledge, London / New York 2019.
- Frank Bösch: Das konservative Milieu. Wallstein, Göttingen 2002, ISBN 3-89244-501-X, (Eine Sozialgeschichte des deutschen Konservatismus im 20. Jahrhundert).
- Raimund von dem Bussche: Konservatismus in der Weimarer Republik. Die Politisierung des Unpolitischen. C. Winter, Heidelberg 1998.
- Rossiter Clinton: Conservatism in America. Knopf, New York 1956.
- Felix Dirsch: Authentischer Konservativismus. Studien zu einer klassischen Strömung des politischen Denkens. Lit Verlag, Berlin 2012.
- Robert Eccleshall u. a. (Hrsg.): Political Ideologies. An Introduction. Routledge, London 2003.
- Klaus Epstein: Die Ursprünge des Konservativismus in Deutschland. Der Ausgangspunkt: Die Herausforderung durch die Französische Revolution 1770–1806. Propyläen-Verlag, Berlin 1973, ISBN 3-550-07288-0 (zuerst englisch als: The genesis of German conservatism. Princeton University Press, Princeton 1966).
- Florian Finkbeiner: Nationale Hoffnung und konservative Enttäuschung. Zum Wandel des konservativen Nationenverständnisses nach der deutschen Vereinigung. Transcript Verlag, Bielefeld 2020, ISBN 978-3-8376-5321-2. URL: https://www.transcript-verlag.de/media/pdf/12/2c/36/oa9783839453216.pdf [letzter Zugriff: 10. April 2021].
- E.H.H. Green: Ideologies of conservatism. Conservative political ideas in the twentieth century. University Press, Oxford 2002.
- Bernd Heidenreich (Hrsg.): Politische Theorien des 19. Jahrhunderts. Band 1: Konservatismus. Wiesbaden 1999. (Sammelband der Hessischen Landeszentrale für Politische Bildung).
- Peter Uwe Hohendahl, Erhard Schütz: Perspektiven konservativen Denkens. Deutschland und die Vereinigten Staaten nach 1945 (= Publikationen zur Zeitschrift für Germanistik. Bd. 26). Bern 2012, ISBN 978-3-0343-1139-7.
- Russell Kirk: The Conservative Mind. 7. Auflage. 2001, ISBN 0-89526-171-5.
- Panajotis Kondylis: Konservatismus. Geschichtlicher Gehalt und Untergang. 1986.
- Kurt Lenk: Deutscher Konservatismus. Frankfurt 1989, ISBN 3-593-34074-7.
- Sanford Levinson u. a. (Hrsg.): American conservatism. University Press, New York 2016.
- Ronald Lora: Conserative minds in America. Rand McNally, Chicago 1971.
- Wolfgang Loring: Nekonservatives Denken in der Bundesrepublik Deutschland und in den USA. Opladen 1988.
- Markus Porsche-Ludwig, Jürgen Bellers (Hrsg.): Was ist konservativ? Eine Spurensuche in Politik, Philosophie, Wissenschaft, Literatur. Verlag Traugott Bautz, Nordhausen 2013, ISBN 978-3-88309-785-5.
- Heinz Dietrich Löwe: Antisemitismus und reaktionäre Utopie. Russischer Konservatismus im Kampf gegen d. Wandel von Staat u. Gesellschaft, 1890–1917. Hoffmann und Campe, Hamburg 1978.
- Karl Mannheim: Konservatismus. Ein Beitrag zur Soziologie des Wissens (= Suhrkamp Taschenbücher Wissenschaft. Nr. 478). Suhrkamp, Frankfurt am Main 1984, ISBN 3-518-28078-3.
- Johann Baptist Müller: Konservativismus – Konturen einer Ordnungsvorstellung. Duncker & Humblot, Berlin 2007, ISBN 978-3-428-12336-0.
- Thomas Noetzel: Die Revolution der Konservativen. England in der Ära Thatcher. Junius, Hamburg 1987.
- Sabine Pfeffer: Politischer Konservatismus in England und in der Bundesrepublik Deutschland nach 1945. Ein Vergleich konservativer Prinzipien. Lit Verlag, Münster u. a. 1989, ISBN 3-88660-499-3.
- Robert Rill, Ulrich Zellenberg: Konservatismus in Österreich. Strömungen, Ideen, Personen und Vereinigungen von den Anfängen bis heute. Leopold Stocker Verlag, Graz/Stuttgart 1999.
- Axel Schildt: Konservatismus in Deutschland. Von den Anfängen im 18. Jahrhundert bis zur Gegenwart. C. H. Beck, München 1998.
- Richard Saage: Rückkehr zum starken Staat? Studien über Konservativismus, Faschismus und Demokratie. Suhrkamp, Frankfurt am Main 1983, ISBN 3-518-11133-7, (Aufsätze zu Carl Schmitt, Ernst Forsthoff, Hans Freyer u. a.).
- Felix Schilk: Die Erzählgemeinschaft der Neuen Rechten. Zur politischen Soziologie konservativer Krisennarrative. Transcript Verlag, Bielefeld 2024, ISBN 978-3-8376-7471-2.
- Sven-Uwe Schmitz: Konservativismus. VS Verlag, Wiesbaden 2009, ISBN 978-3-531-15303-2.
- Hans-Gerd Schumann (Hrsg.): Konservativismus (= Neue Wissenschaftliche Bibliothek. Band 68). Kiepenheuer & Witsch, Köln 1974, ISBN 3-462-00993-1.
- Kurt Leo Shell: Der amerikanische Konservatismus. Kohlhammer, Stuttgart u. a. 1986.
- Martina Steber: Die Hüter der Begriffe. Politische Sprachen des Konservativen in Großbritannien und der Bundesrepublik Deutschland, 1945–1980. De Gruyter, Berlin 2017.
- Natascha Strobl: Radikalisierter Konservatismus. Eine Analyse. Suhrkamp, Berlin 2021, ISBN 978-3-518-12782-7.
- Veit Thomas: Anatomie der konservativen Destruktivität. Eine leidens- und kulturtheoretische Studie zum Konservativen Charakter. LIT, Berlin 2019, ISBN 978-3-643-14429-4
- Bernd Volkert: Der amerikanische Neokonservatismus. Entstehung, Ideen, Intentionen. Lit Verlag, Berlin 2006.
- Michael Weinzierl: Freiheit, Eigentum und keine Gleichheit. Die Transformation der englischen politischen Kultur und die Anfänge des modernen Konservativismus 1791–1812 (= Ancien Régime, Aufklärung und Revolution. Bd. 26). Oldenbourg, Wien u. a. 1993, ISBN 3-7029-0355-0.